# الزوج العازب (فلم)
الزوج العازب هو فيلم مصري عرض عام 1966، بطولة فريد شوقي وهند رستم ومحمود المليجي، ومن إخراج حسن الصيفي.

## قصة الفيلم
يخفي «المعلم عاشور» حقيقة زواجه تسع مرات، حتى يتمكن من الزواج من «أزهار»، والتي عندما تعرف بحقيقة أمره تصمم على الانفصال عنه، مما يجعله يصر على الزواج من المدرسّة «رسمية» حتى يكتشف أنها ابنته من زوجته الأولى.

## طاقم التمثيل
- فريد شوقي: (المعلم عاشور الطنطاوي)
- هند رستم: (المعلمة أزهار)
- محمود المليجي: (المعلم سيد الحمش)
- عبد المنعم مدبولي: (خشبة - مساعد عاشور)
- زهرة العلا: (رسمية)
- نعمت مختار: (الزوجة رقم 7)
- زينات علوي: (الراقصة)
- زوزو شكيب: (فواكة - الزوجة رقم 9)
- عزيزة حلمي: (تفيدة والدة رسمية - الزوجة رقم 1)
- بدر الدين جمجوم: (كلوة صبي المعلمة أزهار)
- فهمي أمان: (أخو أزهار)
- إكرام عزو: (نعناعة - أخت أزهار)
- محمد شوقي: (أمشير)
- ليلى يسري: (محاسن - الزوجة رقم 6)
- ليندا بدوي: (الزوجة رقم 8)
- حسين إسماعيل: (من رجال الحارة)
- عبد المنعم إسماعيل: (من رجال الحارة)
- علي المعاون
- محمد رشدي: (غناء)
- محمد طه: (غناء)

## فريق العمل
- إخراج: حسن الصيفي
- قصة: أنور قزمان
- سيناريو وحوار: محمد مصطفى سامي
- مدير التصوير: محمود نصر
- مونتاج: فكري رستم
- إنتاج: حسن الصيفي
- توزيع: الشركة العامة لتوزيع وعرض الأفلام

## أغاني الفيلم
- عرباوي غناء: محمد رشدي، تأليف: حسن أبو عتمان، ألحان: حلمي بكر
- يا حلوة ما ترقّي غناء وتأليف وألحان: محمد طه